# Carloman I
Carloman I (28 de juny de 751-4 de desembre de 771) va ser rei dels francs, regnant conjuntament amb el seu germà gran Carlemany, des del 768 fins a la seva mort tres anys després.

## Biografia
Seguint la tradició del francs, el primer monarca carolingi Pipí el Breu va dividir la seva herència entre els seus fills. Així, a la seva mort l'any 768, els seus dos fills Carles i Carloman van rebre diferents parts del regne dels francs.
La part que correspongué a Carloman, de disset anys, estava situada al centre geogràfic del regne. Amb capital a Soissons, incloïa la conca parisenca, el Massís Central, el Llenguadoc, Provença, Borgonya, el sud d'Austràsia, Alsàcia i Alamània. Carles rebé les terres de la perifèria, que envoltaven les de Carloman. El repartiment no va acontentar cap dels dos germans: les terres de Carloman tenien més cohesió geogràfica però les terres de Carles eren les més riques i generaven més ingressos.
El testament de Pipí deixava dos regnes difícilment divisibles i requeria que els seus dos successors cooperessin, però els dos germans eren hostils entre ells. Tot i que se'n desconeixen les causes, alguns historiadors suggereixen que tots dos germans es consideraven legítims hereus en solitari: Carles per ser el fill gran, i Carloman per ser l'únic fill legítim (hi ha qui pensa que Carlemany nasqué abans del casament dels seus pares, tot i que aquesta afirmació no és compartida per tothom).
Els dos germans van iniciar un seguit de maniobres polítiques per consolidar el seu poder i aïllar el seu germà. Hi hagué disputes sobre el domini d'Aquitània (territori que els dos germans compartien) i en la política d'aliances amb els llombards i la Santa Seu.
El 4 de desembre de 771, quan les relacions entre els dos germans havien arribat a un moment crític i estava a punt d'esclatar una guerra oberta, Carloman va patir una mort sobtada. Va ser enterrat a Reims, i al segle xiii les seves restes van ser traslladades a la Basílica de Saint-Denis de París.

## Família

### Avantpassats
|  |                        |  |  |  |  |  |  |  |  |  |  |  |  |  |  |  |
|  | 16. Ansegisel          |  |  |  |  |  |  |  |  |  |  |  |  |  |  |  |
|  |                        |  |  |  |  |  |  |  |  |  |  |  |  |  |  |  |
|  |                        |  |  |  |  |  |  |  |  |  |  |  |  |  |  |  |
|  | 8. Pipí d'Heristal     |  |  |  |  |  |  |  |  |  |  |  |  |  |  |  |
|  |                        |  |  |  |  |  |  |  |  |  |  |  |  |  |  |  |
|  |                        |  |  |  |  |  |  |  |  |  |  |  |  |  |  |  |
|  | 17. Begga              |  |  |  |  |  |  |  |  |  |  |  |  |  |  |  |
|  |                        |  |  |  |  |  |  |  |  |  |  |  |  |  |  |  |
|  |                        |  |  |  |  |  |  |  |  |  |  |  |  |  |  |  |
|  | 4. Carles Martell      |  |  |  |  |  |  |  |  |  |  |  |  |  |  |  |
|  |                        |  |  |  |  |  |  |  |  |  |  |  |  |  |  |  |
|  |                        |  |  |  |  |  |  |  |  |  |  |  |  |  |  |  |
|  | 9. Alpaida             |  |  |  |  |  |  |  |  |  |  |  |  |  |  |  |
|  |                        |  |  |  |  |  |  |  |  |  |  |  |  |  |  |  |
|  |                        |  |  |  |  |  |  |  |  |  |  |  |  |  |  |  |
|  | 2. Pipí el Breu        |  |  |  |  |  |  |  |  |  |  |  |  |  |  |  |
|  |                        |  |  |  |  |  |  |  |  |  |  |  |  |  |  |  |
|  |                        |  |  |  |  |  |  |  |  |  |  |  |  |  |  |  |
|  | 5. Rotruda de Trier    |  |  |  |  |  |  |  |  |  |  |  |  |  |  |  |
|  |                        |  |  |  |  |  |  |  |  |  |  |  |  |  |  |  |
|  |                        |  |  |  |  |  |  |  |  |  |  |  |  |  |  |  |
|  | 1. Carloman I          |  |  |  |  |  |  |  |  |  |  |  |  |  |  |  |
|  |                        |  |  |  |  |  |  |  |  |  |  |  |  |  |  |  |
|  |                        |  |  |  |  |  |  |  |  |  |  |  |  |  |  |  |
|  | 24. Ansegisel (=16)    |  |  |  |  |  |  |  |  |  |  |  |  |  |  |  |
|  |                        |  |  |  |  |  |  |  |  |  |  |  |  |  |  |  |
|  |                        |  |  |  |  |  |  |  |  |  |  |  |  |  |  |  |
|  | 12. Martí de Laon      |  |  |  |  |  |  |  |  |  |  |  |  |  |  |  |
|  |                        |  |  |  |  |  |  |  |  |  |  |  |  |  |  |  |
|  |                        |  |  |  |  |  |  |  |  |  |  |  |  |  |  |  |
|  | 25. Begga (=17)        |  |  |  |  |  |  |  |  |  |  |  |  |  |  |  |
|  |                        |  |  |  |  |  |  |  |  |  |  |  |  |  |  |  |
|  |                        |  |  |  |  |  |  |  |  |  |  |  |  |  |  |  |
|  | 6. Caribert de Laon    |  |  |  |  |  |  |  |  |  |  |  |  |  |  |  |
|  |                        |  |  |  |  |  |  |  |  |  |  |  |  |  |  |  |
|  |                        |  |  |  |  |  |  |  |  |  |  |  |  |  |  |  |
|  | 3. Bertrada de Laon    |  |  |  |  |  |  |  |  |  |  |  |  |  |  |  |
|  |                        |  |  |  |  |  |  |  |  |  |  |  |  |  |  |  |
|  |                        |  |  |  |  |  |  |  |  |  |  |  |  |  |  |  |
|  | 7. Bertrada de Colònia |  |  |  |  |  |  |  |  |  |  |  |  |  |  |  |
|  |                        |  |  |  |  |  |  |  |  |  |  |  |  |  |  |  |
|  |                        |  |  |  |  |  |  |  |  |  |  |  |  |  |  |  |